# 2,2,2-Trichlorethanol
2,2,2-Trichlorethanol ist eine chemische Verbindung aus der Gruppe der Chloralkane und Alkanole. 2,2,2-Trichlorethanol ist schwer mischbar mit Wasser und längerer Kontakt mit Wasser führt zu Hydrolyse.
2,2,2-Trichlorethanol hat eine anästhesierende Wirkung. Es ist der Hauptmetabolit beim Abbau von 1,1,1-Trichlorethan, Trichlorethen und Chloralhydrat im Menschen sowie beim mikrobiellen Abbau von Trichlorethen.

## Gewinnung und Darstellung
2,2,2-Trichlorethanol kann durch Reduktion von Chloralhydrat gewonnen werden.

## Verwendung
2,2,2-Trichlorethanol dient als Vorstufe zur Synthese von Anthelmintika, Herbiziden, Insektiziden wie Trichlorethylphosphat (Triclophos), das auch als Weichmacher genutzt werden kann und Schlafmitteln wie Chlorethat. Die Verbindung kann auch als Initiator z. B. für die Atom Transfer Radical Polymerization verwendet werden.
2,2,2-Trichlorethanol wird in der organischen Chemie zur Herstellung von Trichlorethylestern als Carbonsäure-Schutzgruppe (Troc) verwendet. Aus 2,2,2-Trichlorethanol und Phosphortrichlorid ist 2,2,2-Trichlorethyldichlorphosphit zugänglich, welches in der Nucleinsäure-Chemie Anwendung findet.
Weiterhin wird es in der Biochemie als fluoreszenter Proteinfarbstoff verwendet, da es nach Bestrahlung mit UV-Licht kovalent mit Tryptophanen reagiert.